# سيجي سونودا
سيجي سونودا (باليابانية: 園田 清次) (مواليد 30 نوفمبر 1988)، هو لاعب كرة قدم سابق كان يلعب كمدافع.